# Кочетов, Евгений Львович
Евге́ний Льво́вич Ко́четов (1845—1905) — российский публицист и автор воспоминаний, журналист.

## Биография
Родился в мелкопоместной дворянской семье. Получил домашнее образование, гимназического курса не кончил. В 1860-х служил в гвардейской кавалерии и участвовал в подавлении польского восстания.
Дебютировал в печати книгой «Из недавних воспоминаний о недалёком Западе» (1871).
Был сотрудником «Московских Ведомостей» (1880-е) принимал деятельное участие в «Новом Времени» и неоднократно ездил, по поручению этой газеты, вглубь России и за границу. Статьи Кочетова обычно печатались под псевдонимами: «Евгений Львов» и с лета 1884 года «Русский странник». Отдельно изданы: «В Сибирь на каторгу» (М., 1876), повести, характеристики и арабески (М., 1876); «Правдивые рассказы» (СПб., 1888); «Румелийский переворот», исторический этюд (М., 1886); «Болгария в период террора и анархии. Из личных воспоминаний» (М., 1888) и др.
В 1894 году Кочетов сопровождал министра финансов С. Ю. Витте в его поездке на Север, после чего выпустил книгу «По Студеному морю…» (М., 1895; с иллюстрациями К. А. Коровина и В. А. Серова, входивших в состав экспедиции). В 1895 году Кочетов — исправляющий должность коммерческого агента Министерства финансов в Константинополе. И. о. директора от правительства в правлении Общества Черноморско-Дунайского пароходства (1896—1902). В книге «На Рождестве у дяди Павла» (СПб., 1900) описал свою поездку в Южную Африку. Коллежский секретарь (с 1902). В 1903 году назначен агентом Министерства финансов в Вашингтон, в 1904 году уволен от этой должности и причислен к министерству финансов.